# Knud Togeby
Knud Dag Nielsen Togeby (28. januar 1918 i Haslev - 27. december 1974 i Hillerød) var en dansk forfatter, filolog, lektor, romanist og litteraturkritiker, professor, dr. phil. Student fra Svendborg i 1936, under sin senere studietid boede han på Regensen. 
Debuterede med Moderne danske og norske digte i 1949. Modtog i 1960 Augustinus-prisen. 
Knud Togeby var søn af seminarielærer og cand.mag. Søren Peter Nielsen Togeby og hustruen Kirstine f. Lauridsen. Bror til Sigurd Togeby.